# VIA Technologies
VIA Technologies (TSE: 2388) es un creciente desarrollador taiwanés de circuitos integrados, chipsets de placas base, GPU, CPU x86 y memorias, y es parte del Formosa Plastics Group. Es el mayor fabricante independiente de chipsets para placas madre. Como fabricante Fabless de semiconductores, VIA realiza la investigación y desarrollo de sus chipsets en casa, y luego subcontrata  la fabricación a terceros (como TSMC). El nombre de VIA es un acrónimo de "Very Innovative Architecture" (Arquitectura Muy Innovadora).[cita requerida]

## Historia
La empresa fue fundada en 1987 en Silicon Valley (Fremont, California) por Wen Chi Chen (陳文琦), entre otros. Fue empleado de Intel antes de unirse a la Symphony Laboratories, y siendo director general (CEO) de Symphony decide transformarla en VIA. Chen transfiere los empleados de Symphony a Taiwán para iniciar la fabricación de chips. En 1992 se traslada también la sede central a Taipéi, Taiwán.
En 1996 tiene un papel importante en el grupo del estándar PC Common Architecture, impulsando el cambio del bus ISA al bus PCI.
En 1999 adquirió la mayor parte de Cyrix (por aquel entonces una división de National Semiconductor) y Centaur Technology (inicialmente perteneciente a IDT) haciéndola entrar en el mercado de los microprocesadores x86. VIA es el creador de los procesadores VIA C3 (lanzado en 2001) y VIA C7 (lanzado en 2005) y de la plataforma EPIA. La plataforma Cyrix MediaGX permanece en poder de National Semiconductor. Estos procesadores se han comercializado sobre todo para el segmento de miniportátiles y UMPC como el prototipo VIA NanoBook y los miniportátiles basados en él como el Cloudbook.
En 2001 crea una joint venture con SonicBlue (Diamond Multimedia) para la empresa de GPUs S3 Graphics. Tras la quiebra de SonicBlue, S3 se convierte en una filial de VIA
En octubre de 2001, VIA anuncia la creación de la VIA Platform Solutions Division (VPSD), que se encargaría del diseño de un nuevo rango de placas base y plataformas bajo sello VIA En 2004, la división cambia su nombre a  VIA Embedded Platform División (VEPD), como resultado de la focalización en el mercado de la plataforma EPIA y las CPUs de bajo consumo.
En 2002, VIA lanzó el Proyecto Canaan, fruto del cual se crearon en 2003 dos nuevas divisiones : VIA Optical Solution, Inc. (controladores ópticos de almacenamiento) y VIA Networking Technologies, Inc. (redes y comunicaciones). Además adquiere el equipo de diseño CDMA2000 a LSI Logic para formar la filial VIA Telecom Inc. (con sede en San Diego, California) y focalizada en el estándar CDMA2000.
En febrero de 2005, VIA celebró la fabricación de su chipset VIA AMD número 100 millones.

## Productos

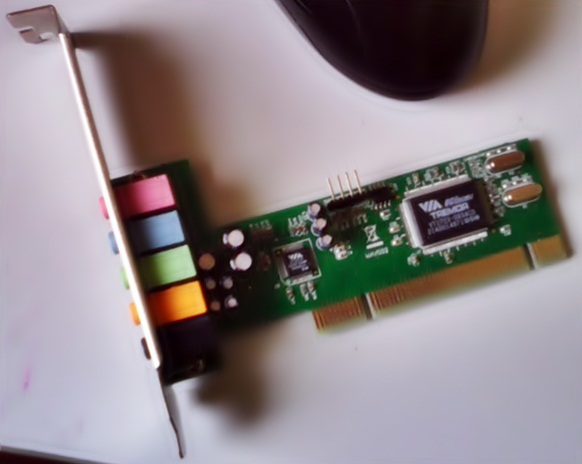
Una tarjeta de sonido VIA Envy para PC

Los chipsets de VIA son su producto principal y el más conocido (en competencia con ATI, AMD, Intel o NVIDIA), ocupando principalmente el mercado de bajo con una amplia variedad de soluciones. VIA no fabrica (excepto para la plataforma EPIA) placas madre por sí misma, prefiriendo dejar ese negocio en manos de sus principales clientes. Sin embargo, los productos de VIA incluyen controladores de audio, redes y conectividad, CPUs de baja potencia, e incluso chipsets para regrabadoras de CD/DVD. Fabricantes de placas madre, periféricos y PCs como ASUS compran los chips y soluciones de VIA para incluirlos en sus productos.
A finales de la década de 1990, VIA comenzó a diversificar su negocio, y realizó varias compras de empresas que acabaron cristalizando en divisiones de CPUs, GPUs, y chips de sonido. Con los avances en la tecnología de los chips de silicio, VIA precisa de esas divisiones para aumentar el nivel de integración de sus productos y permanecer competitiva en el mercado de chipsets.

## Evolución del mercado
Como un proveedor establecido de componentes para PC, en particular para la plataforma Super Socket 7, la posición actual de VIA en el mercado deriva del éxito de sus chipsets para Pentium III. Intel cometió el error de suspender el desarrollo de chipsets SDRAM, declarando que en adelante sólo soportaría memoria RAMBUS. Siendo RAMBUS bastante más cara en su momento y ofreciendo pocas o ninguna ventaja en el rendimiento, los fabricantes se encontraron con que el único proveedor de chipsets SDRAM con un rendimiento similar a los de Intel y un precio menor era VIA.
Si bien históricamente los chipsets VIA han tenido problemas de compatibilidad y rendimiento, especialmente en la implementación de AGP, un programa interno para mejorar los estándares de producción comenzó a dar fruto. VIA ofreció chipsets de alto rendimiento, estables y maduros, lo que devino en un gran atractivo para el mercado, disparando las ganancias. Muchas empresas que antes mantuvieron políticas de comprar sólo productos Intel, por primera vez realizaron pedidos de alto volumen a VIA, y quedaron satisfechos con el resultado. Intel finalmente volvió al desarrollo de chipsets SDRAM, produciendo el chipset Intel 815, con soporte de memoria SDRAM a 133 MHz y un Front Side Bus a 133 MHz. Como NVIDIA aparece con el poderoso chipset nForce2 para Athlon, el mercado de VIA comenzó a declinar. Al mismo tiempo se benefició de la popularidad de la CPU AMD Athlon, para el que VIA vendió millones de chipsets.
En respuesta a un mercado más competitivo, VIA decidió comprar el comatoso negocio de S3 Graphics. Aunque el chipset Savage no era lo suficientemente rápido como para competir como una solución discreta, sus bajos costes de fabricación lo hicieron ideal para el mercado de soluciones integradas, como parte del northbridge de VIA. Con VIA, la marca S3 ha conseguido una cuota de mercado de gráficos para PC del 10%, tras de Intel, ATI, y NVIDIA. VIA también incluye el chip de sonido VIA Envy para integrar en placa base y tarjeta de sonido, con sonido de calidad de 24-bits. 
Aunque los chipsets VIA diseñados para Pentium 4 han luchado para ganar cuota de mercado de cara a las amenazas legales de Intel, el chipset VIA K8T800 para el Athlon 64 ha sido popular.

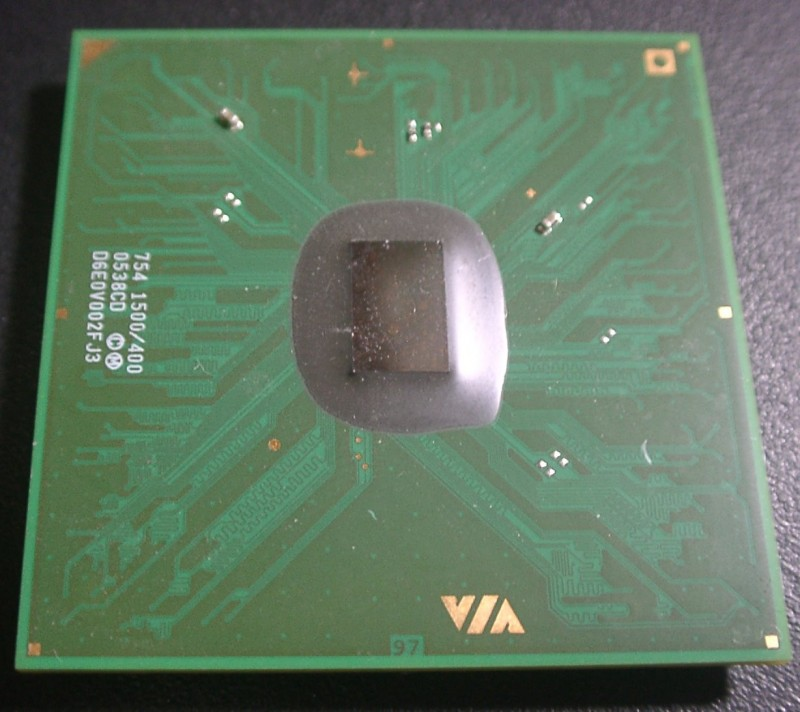
C7-M 754 1.5 GHz CPU

VIA también ha seguido desarrollando sus procesadores VIA C3 y VIA C7, con el mercado de bajo consumo en mente, en el que VIA ha obtenido el éxito. En enero de 2008, anunció el VIA Isaiah, con un tamaño de 11 x 11 mm, una CPU x86-64 con soporte de Virtualización que se espera aparezca en el primer trimestre de 2008 para el mercado del PC Ultra Móvil.
En agosto de 2008 en una entrevista en la web británica CustomPC, Richard Brown, uno de los vicepresidentes de VIA declaró que la empresa se retiraría del negocio de chipsets para CPUs de terceros (Intel, AMD) para centrarse en sus propias CPUs y chipsets para placas bases destinadas a dichas CPUs.

## Cuestiones legales
Basándose en la compra de IDT Centaur, VIA parece haber adquirido al menos tres patentes, que cubren aspectos clave de la tecnología de procesador utilizada por Intel. Con estas patentes como base, VIA llegó en 2003 a un acuerdo de cruce de patentes con Intel por un período de 10 años, lo que permite a VIA seguir en el mercado de diseño y fabricación de CPUs compatibles x86. VIA también consiguió un período de gracia de tres años durante el que puede seguir usando la infraestructura socket de Intel.